# Clayton (Name)
Clayton ist ein englischer Familienname (siehe auch -ton) und männlicher Vorname.

## Familienname

### A
- Abigail Clayton (1948–2021), US-amerikanische Pornodarstellerin und Filmschauspielerin
- Adam Clayton (* 1960), irischer Rockbassist
- Al Clayton († 2014), US-amerikanischer Fotojournalist
- Alex Clayton (* 1987), US-amerikanischer Tennisspieler
- Alexander Mosby Clayton (1801–1889), US-amerikanischer Richter und Politiker
- Amber Clayton (* 1978), australische Schauspielerin
- Andrew Clayton (* 1973), britischer Schwimmer
- Augustin Smith Clayton (1783–1839), US-amerikanischer Politiker

### B
- Bertram Tracy Clayton (1862–1918), US-amerikanischer Offizier und Politiker
- Buck Clayton (1911–1991), US-amerikanischer Jazz-Trompeter

### C
- Cameron Clayton (* 1993), US-amerikanische Dragqueen, Model und Schauspieler siehe Farrah Moan
- Charles Clayton (1825–1885), US-amerikanischer Politiker
- Chris Clayton (* 1948), britischer Bauingenieur für Geotechnik
- Custio Clayton (* 1987), kanadischer Boxer

### D
- David Clayton (Statistiker) (* 1944), britischer Biostatistiker
- David Clayton (Spezialeffektkünstler), australischer Spezialeffektkünstler
- David Clayton-Thomas (* 1941), kanadischer Sänger und Komponist
- Derek Clayton (* 1942), australischer Marathonläufer
- Doctor Clayton (1898–1947), US-amerikanischer Bluesmusiker

### E
- Emma Clayton (* 1968), britische Jugendbuchautorin
- Ethel Clayton (1882–1966), US-amerikanische Schauspielerin der Stummfilmzeit
- Eva M. Clayton (* 1934), US-amerikanische Politikerin

### G
- Gareth Clayton (1914–1992), britischer Luftwaffenoffizier der Royal Air Force
- Garrett Clayton (* 1991), US-amerikanischer Schauspieler, Tänzer und Sänger
- Gerald Clayton (* 1984), US-amerikanischer Jazzpianist und Komponist
- Gilbert Clayton (1875–1929), britischer Offizier und Kolonialbeamter
- Gordon Clayton (Fußballspieler, 1910) (1910–1976), englischer Fußballspieler
- Gordon Clayton (Fußballspieler, 1936) (1936–1991), englischer Fußballtorhüter

### H
- Hannah Clayton (* 2000), US-amerikanische Volleyballspielerin
- Henry DeLamar Clayton (1827–1889), Generalmajor der Konföderierten, Politiker und Universitätspräsident
- Henry De Lamar Clayton, Jr. (1857–1929), US-amerikanischer Jurist und Politiker (Demokratische Partei)
- Henry Helm Clayton (1861–1946), US-amerikanischer Meteorologe

### J
- Jack Clayton (1921–1995), englischer Regisseur und Filmproduzent
- Jamie Clayton (* 1978), US-amerikanische Schauspielerin
- Jan Clayton (1917–1983), US-amerikanische Schauspielerin
- Jay Clayton (Musikerin) (1941–2023), US-amerikanische Sängerin und Musikpädagogin
- Jay Clayton (Anwalt) (* 1966), US-amerikanischer Wirtschaftsanwalt
- Jeff Clayton (1954–2020), US-amerikanischer Jazzmusiker
- Jo Clayton (1939–1998), US-amerikanische Schriftstellerin
- John Clayton (Geistlicher) (1657–1725), englisch-irischer Geistlicher und Naturforscher
- John Clayton (Botaniker) (1694–1773), britisch-US-amerikanischer Botaniker
- John Clayton (Altertumsforscher) (1792–1890), britischer Altertumsforscher (Hadrianswall)
- John Clayton (Bassist) (* 1952), US-amerikanischer Jazz-Bassist
- John Clayton (Sportjournalist) (1954–2022), US-amerikanischer Sportjournalist
- John Clayton (Fußballspieler) (* 1961), schottischer Fußballspieler
- John Powell Clayton (1943–2003), US-amerikanischer Religionsphilosoph
- John Middleton Clayton (1796–1856), US-amerikanischer Politiker
- Johnnie Clayton, britischer Schauspieler
- Jonny Clayton (* 1974), walisischer Dartspieler
- José Clayton (* 1974), tunesischer Fußballspieler
- Joshua Clayton (1744–1798), US-amerikanischer Politiker

### K
- Klariza Clayton (* 1989), britische Schauspielerin
- Kris Clayton (* 1987), britischer Musiker

### L
- Lee Clayton (1942–2023), US-amerikanischer Musiker und Komponist

### M
- Martin Clayton (* 1967), britischer Ethnomusikologe
- Merry Clayton (* 1948), US-amerikanische R&B-Sängerin

### P
- Peter A. Clayton (* 1937), britischer Ägyptologe
- Philip Clayton (* 1955), US-amerikanischer Theologe
- Powell Clayton (1833–1914), US-amerikanischer Politiker

### R
- Reed Gilbert Clayton († 2013), US-amerikanischer Filmausstatter
- Robert N. Clayton (1930–2017), US-amerikanischer Geochemiker und Kosmochemiker
- Roderick K. Clayton (1922–2011), US-amerikanischer Biophysiker
- Ronnie Clayton (1934–2010), englischer Fußballspieler
- Royce Clayton (* 1970), US-amerikanischer Baseballspieler
- Rushell Clayton (* 1992), jamaikanische Leichtathletin

### S
- Sally Pomme Clayton, englische Storytellerin und Schriftstellerin
- Sam Clayton, US-amerikanischer Rock-Perkussionist
- Scott Clayton (* 1994), britischer Tennisspieler

### T
- Ted Clayton (1911–1994), südafrikanischer Radrennfahrer
- Thomas Clayton (1777–1854), US-amerikanischer Politiker
- Tia Clayton (* 2004), jamaikanische Leichtathletin
- Tina Clayton (* 2004), jamaikanische Leichtathletin

### W
- Wellesley Clayton (* 1938), jamaikanischer Weitspringer
- William Derek Clayton (* 1926), englischer Botaniker
- William L. Clayton (1880–1966), US-amerikanischer Baumwollhändler und Politiker

## Vorname
- Clayton Adams (1890–1965), US-amerikanischer Brigadegeneral
- Clayton Alderfer (1940–2015), US-amerikanischer Psychologe
- Clayton Anderson (* 1959), US-amerikanischer Astronaut
- Clayton Beddoes (* 1970), kanadischer Eishockeyspieler und -trainer
- Clayton Wing Bedford (1885–1933), US-amerikanischer Chemiker
- Clayton Blackmore (* 1964), walisischer Fußballspieler
- Clayton M. Christensen (1952–2020), US-amerikanischer Wirtschaftswissenschaftler
- Clayton James Cubitt (* 1972), US-amerikanischer Fotograf
- Clayton De Sousa Moreira (* 1988), luxemburgischer Fußballspieler
- Clayton Dills (1908–1980), US-amerikanischer Politiker
- Clayton Eshleman (1935–2021), US-amerikanischer Schriftsteller und Übersetzer
- Clayton Failla (* 1986), maltesischer Fußballspieler
- Clayton Fettell (* 1986), australischer Triathlet
- Clayton Anthony Fountain (1955–2004), US-amerikanischer Serienmörder
- Clayton Fredericks (* 1967), australischer Reiter
- Clayton H. Heathcock (* 1936), US-amerikanischer Chemiker
- Clayton Ince (* 1972), Fußballspieler aus Trinidad
- Clayton Keller (* 1998), US-amerikanischer Eishockeyspieler
- Clayton Kershaw (* 1988), US-amerikanischer Baseballspieler
- Clayton Laurent (* 1990), US-amerikanischer Boxer
- Clayton Lockett (1975–2014), US-amerikanischer Mörder
- Clayton R. Lusk (1872–1959), US-amerikanischer Politiker
- Clayton McMichen (1900–1970), US-amerikanischer Fiddler
- Clayton Moore (1914–1999), US-amerikanischer Schauspieler
- Clayton Murphy (* 1995), US-amerikanischer Mittelstreckenläufer
- Clayton Nemrow (* 1965), US-amerikanischer Schauspieler und Musicaldarsteller
- Clayton Prince (* 1965), US-amerikanischer Schauspieler
- Clayton Rawson (1906–1971), US-amerikanischer Schriftsteller und Illustrator
- Clayton Rohner (* 1957), US-amerikanischer Schauspieler
- Clayton da Silveira da Silva (* 1995), brasilianischer Fußballspieler
- Clayton Stanley (* 1978), US-amerikanischer Volleyballspieler
- Clayton Stoner (* 1985), kanadischer Eishockeyspieler
- Clayton Tarleton (1762–1797), britischer Kaufmann und Politiker
- Clayton Thomas (* 1976), australischer Jazz- und Improvisationsmusiker
- Clayton Keith Yeutter (1930–2017), US-amerikanischer Politiker
- Clayton Young (* 1969), kanadisch-deutscher Eishockeyspieler
- Clayton Zane (* 1977), australischer Fußballspieler

## Fiktive Personen
- Michael Clayton, fiktiver Anwalt im gleichnamigen Film